# Serrat de l'Òs
El Serrat de l'Òs és una serra situada al municipi d'Àger a la comarca de la Noguera, amb una elevació màxima de 828 metres.